# 1288
1288. је била проста година.

## Догађаји
- Рат за Сицилијанско наслеђе (1282-1302) — Војни сукоб између анжујске гране Капетске куће и краљева Арагона, вођен у западном Медитерану.
- Рат за Лимбуршко наслеђе (1283-1289) — Низ оружаних сукоба изазваних претензијама бројних држава на територију угашеног војводства Лимбург.
- Завршене су монголске инвазије на Вијетнам (1284-1288).
- Почела је трећа монголска инвазија на Пољску. Након Пољске монголска војска напада Галичку Русију.
- 5. јун — Битка код Ворингена. Исход битке била је велика прерасподела моћи на северозападу Централне Европе.
- Вијетнамци су победили војску Династије Јуан на ушћу реке Бах Данг (Бели љиљан).
- Готландски споразум је закључен између сељака шведског острва Готланд и грађана Висбија, највећег града на острву.
- Грузијски краљ Деметријус II од Грузије угушио је антимонголски устанак у Дербенту и победио побуњеног везира Бугу.
- Диселдорф је добио статус града.
- Јудитина црква је изграђена у Кенигсбергу.
- Територија Рјазањске кнежевине била је изложена великом нападу Татара-Монгола предвођеном кнезом Елортајем, сином Тимура. Разарање Старог Рјазања, Мурома и суседних мордвинских земаља.
- 1288/89 — Велики кнез Владимира Дмитриј Александрович, Городецки кнез Андреј Александрович, московски кнез Данило Александрович и ростовски кнез Дмитриј Борисович опустошили су предграђе Кашина (град није освојен), спалили Ксњатин и кренули ка Тверу. Михаило Јарослављић је кренуо у сусрет са тверском војском, и као резултат тога, између њих је закључен мир.
- Кијевски митрополит Максим рукоположио је Јакова за владимирско-суздаљског епископа.

## Смрти
- Игњатије Ростовски

- Лешко II Црни

- Ibn el Nafis

- Хенрик III од Мејсена